# Abitchu
Abitchu  ou abitxu é a região da terra dos povos que formam as tribos Galas, África Oriental, submetidos ao Negus da antiga Abissínia.